# 호샤쿠지역
호샤쿠지역(일본어: 宝積寺駅)은 일본 도치기현 시오야군 다카네자와정에 있는 동일본 여객철도 · 일본화물철도의 역이다.
호샤쿠지 역의 소속인 도호쿠 본선과, 호샤쿠지 역을 기점으로 하는 가라스야마 선과의 분기역이다. 가라스야마 선 일부의 열차는 호샤쿠지 역부터 도호쿠 본선을 경유해서 우쓰노미야역까지 직통한다.

## 승강장
| 1 | ■ 우쓰노미야 선 | (하행) | 야이타 · 구로이소 방면   |           |
| 2 | ■ 우쓰노미야 선 | (상행) | 우쓰노미야 · 우에노 방면 |           |
| 3 | ■ 가라스야마 선 |        | 오가네 · 가라스야마 방면 |           |
| 3 | ■ 가라스야마 선 |        | 우쓰노미야 방면          | 일부 열차 |

## 이용 현황
| 승차인원추이 | 승차인원추이        |
| 연도         | 하루 평균 승차 인원 |
| ------------ | ------------------- |
| 2000         | 2,046               |
| 2001         | 2,000               |
| 2002         | 2,013               |
| 2003         | 2,005               |
| 2004         | 1,994               |
| 2005         | 2,036               |
| 2006         | 2,049               |
| 2007         | 2,114               |
| 2008         | 2,180               |
| 2009         | 2,182               |
| 2010         | 2,213               |

## 역 주변
- 국도 제4호선
- 기누가 강
- 태평양 시멘트 우쓰노미야 기타 서비스 스테이션
- 궁내청 고료 목장

## 인접정차역
| 도호쿠 본선 (우쓰노미야 선) 포함 | 도호쿠 본선 (우쓰노미야 선) 포함 | 도호쿠 본선 (우쓰노미야 선) 포함 |
| -------------------------------- | -------------------------------- | -------------------------------- |
| 오카모토 우에노 방면             | ■ 통근쾌속 ■ 쾌속 '래빗' ■ 보통  | 우지이에 구로이소 방면           |
| 가라스야마 선                    |                                  |                                  |
| 시·종착역                        | ■ 가라스야마 선                  | 시모쓰케하나오카 가라스야마 방면 |